# Цедрик Вадим Андрійович
Вадим Андрійович Цедрик (2 лютого 1989) — український фехтувальник на візках. Майстер спорту України міжнародного класу. 
Займається фехтуванням в Одеському регіональному центрі з фізичної культури і спорту інвалідів «Інваспорт».

## Досягнення
- Чемпіон у командному заліку (шабля) на Чемпіонаті світу 2013 року, срібний призер в особистій першості (шабля) та бронзовий призер в особистому заліку (шабля) Кубку світу 2013 року.
- Чемпіон у командному заліку (шабля) на Чемпіонаті Європи 2014 року
- Чемпіон у командному заліку (шабля) на Чемпіонаті світу 2015 року.
- Посів І місце командне (шабля) та ІІІ місце командне (шабля) Кубку світу 2015 року.
- Чемпіон Кубка світу 2016 року (шпага).
- Виборов І місце у командному заліку (шабля) у чемпіонаті Європи 2016 року.